# Lethacotyle fijiensis
Espèce
Lethacotyle fijiensis est une espèce de monogènes de la famille des Protomicrocotylidae

## Description
L'espèce est ectoparasite sur les branchies d'une carangue non identifiée dans la publication originale.

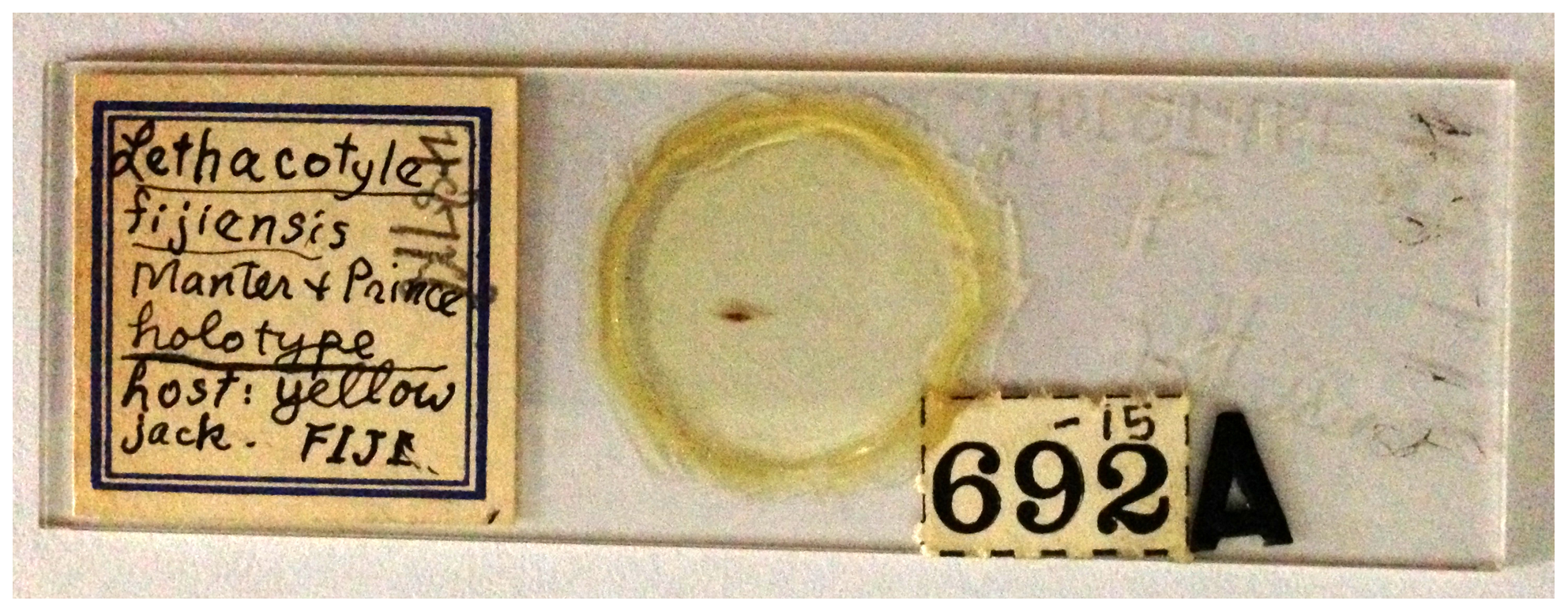
Lame microscopique préparée en 1953, contenant l'holotype de Lethacotyle fijiensis.

C'est l'espèce-type du genre Lethacotyle Manter & Prince, 1953. L'espèce a été décrite à partir de deux spécimens seulement, desquels un seul, l'holotype, a été gardé sur une lame microscopique dans les collections nationales de parasites des États-Unis. Ce spécimen était, jusqu'à il y a peu, le seul spécimen disponible au monde pour étudier cette espèce et même son genre, mais une deuxième espèce a été décrite en 2013
,.
Lethacotyle fijiensis a été trouvée au large des îles Fidji, dans l'Pacifique sud, par Manter et Prince en 1953. D'après Ramalingam
,, elle aurait été aussi trouvée au large des îles Andaman, mais sur la base des mesures des spécimens, la validité de cette identification a été mise en doute.
Les deux spécimens du matériel d'origine de Lethacotyle fijiensis mesurent 3,156 et 3,759 mm de long. Le corps est allongé, plat, en fuseau, avec une extrémité antérieure pointue. Entre les deux cæca intestinaux, il y a de nombreux testicules, suivis sur l'arrière par un ovaire unique. Les organes copulateurs comprennent un vagin sclérifié et un appareil copulateur mâle qui inclut en particulier une couronne de 24 à 25 épines longues de 24 μm. C'est la longueur des épines de l'appareil copulateur mâle qui est le caractère principal de la diagnose de l'espèce et qui permet de la différencier de Lethacotyle vera, la seule autre espèce du genre Lethacotyle.
La partie postérieure du corps de L. fijiensis est asymétrique. Elle porte des volets latéraux et un élément terminal strié. Il n'y a pas de pinces, ce qui est un caractère du genre Lethacotyle ; caractéristique exceptionnelle, qui sépare Lethacotyle des autres genres de la famille des Protomicrocotylidae et même de la plupart des Monogènes Polyopisthocotylea.

## Galerie
Toutes les photographies représentent l'holotype de L. fijiensis observé au microscope 

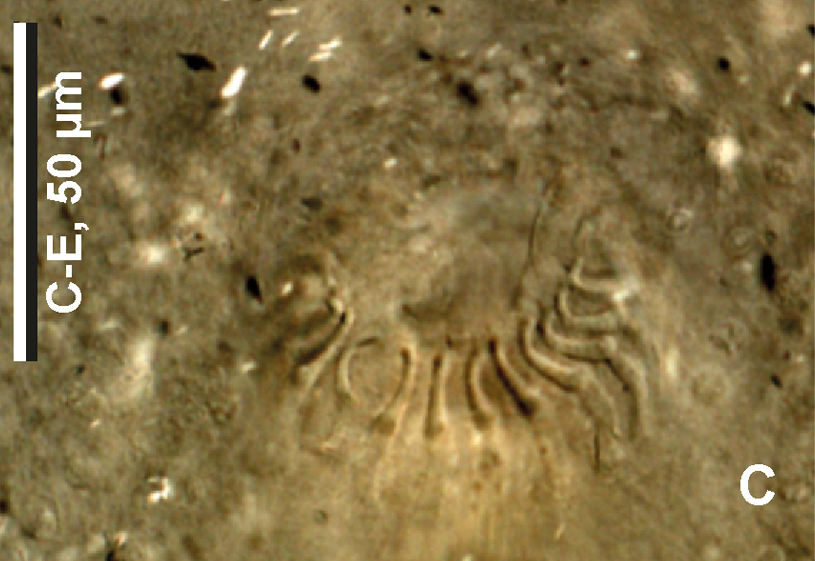
Épines de l'appareil copulateur mâle.
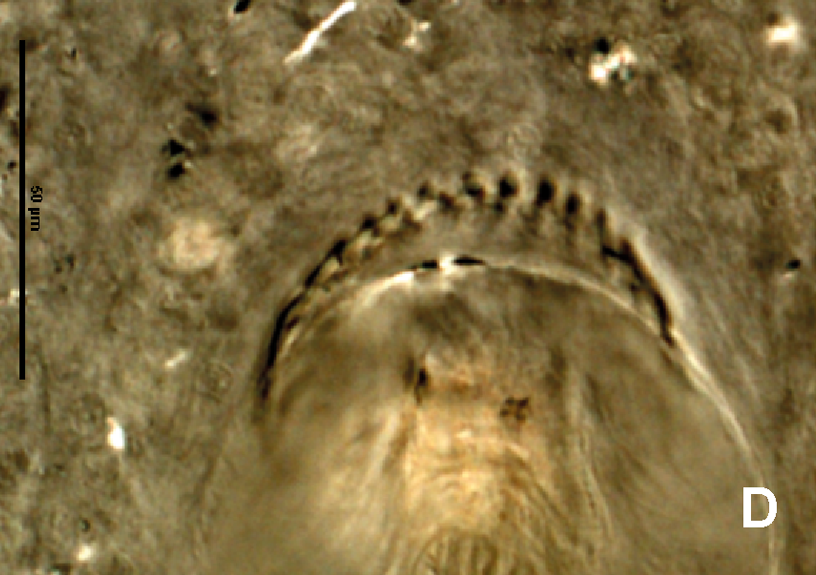
Épines de l'appareil copulateur mâle, autre mise au point.
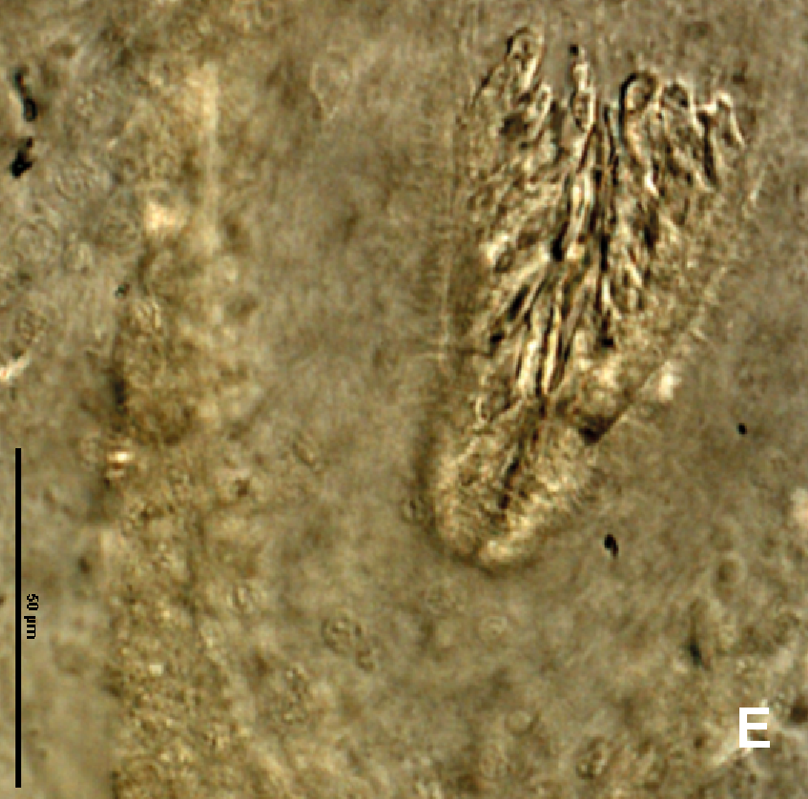
Vagin sclérifié.
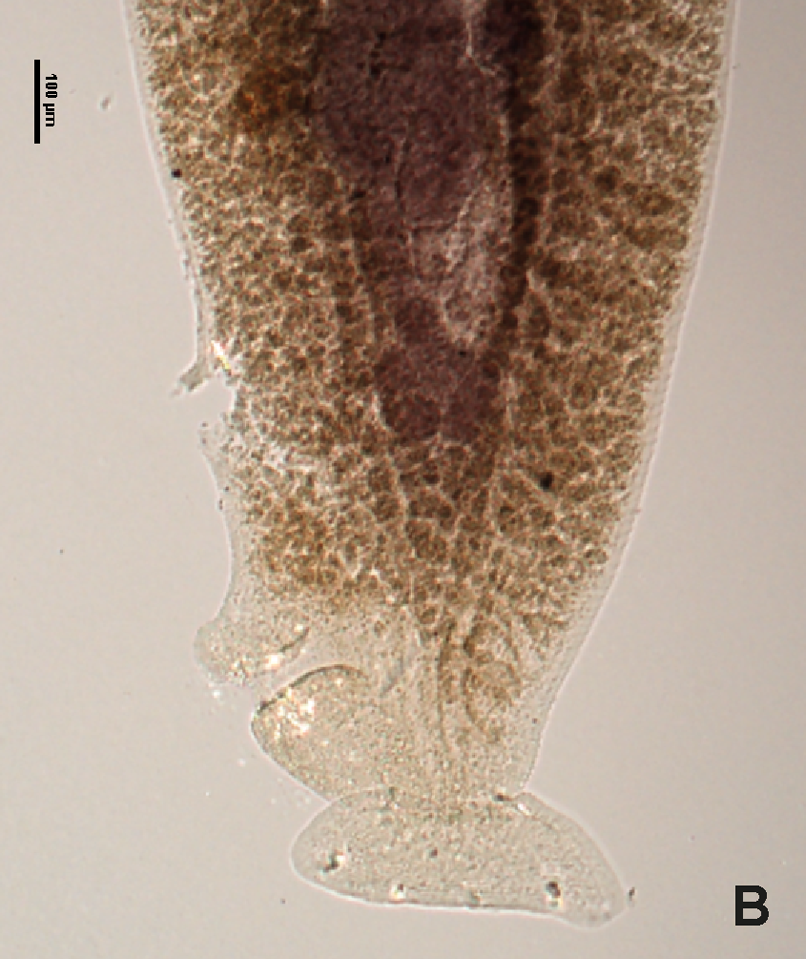
Partie postérieure du corps, noter asymétrie.
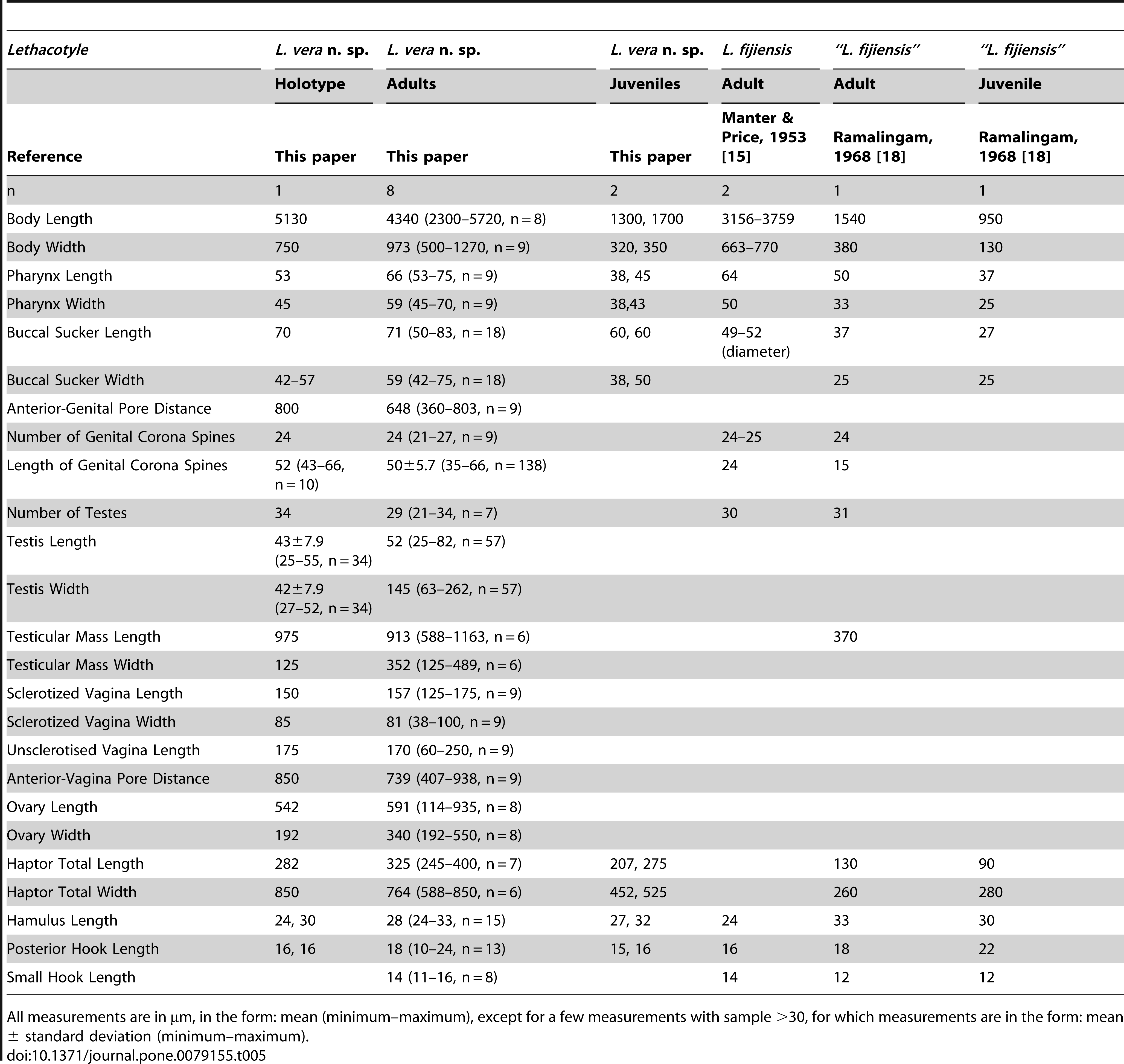
Tableau comparatif[3] des mesures des différentes espèces de Lethacotyle (en anglais).

## Classification
Le nom valide complet (avec auteur) de ce taxon est Lethacotyle fijiensis Manter (d) & Prince (d), 1953.

## Étymologie
Son épithète spécifique, composée de fiji et du suffixe latin -ensis, « qui vit dans, qui habite », fait référence aux îles Fidji.

## Publication originale
- (en) H. W. Manter et Donald F. Prince, « Some Monogenetic Trematodes of marine fishes from Fiji », Proceedings of the Helminthological Society of Washington, États-Unis, vol. 20, no 2,‎ juillet 1953, p. 105-112 (ISSN 0018-0130, lire en ligne, consulté le 17 décembre 2023).